# Alexanderband 10 Thule Tubbies
Alexanderband 10 Thule Tubbies er det tiende album fra den danske satiregruppe Alexanderband.

## Numre
1. "Intro"
2. "HC Andersen"
3. "Numerologsangen"
4. "Til Mary"
5. "80 år tilbage"
6. "Jeg er så glad i dag"
7. "Lægebesøget"
8. "Se og Hør"
9. "www din pladebutik"
10. "Pavesangen"
11. "Tvivlerpartiet"
12. "Dalai Lama"
13. "Telefonsex"
14. "Tis eller dø, søde mormor"
15. "Piratgruppen"
16. "Tre vise mænd fra Tæppeland"
17. "Mands jul"
18. "Tæsk til jul"
19. "Børnenes jul"
20. "Pølsemanden"
21. "Du ligner Elvis"
22. "Konfirmation"
23. "Verdens bedste far"
24. "Kom tilbage til mig"
25. "VM i Korea"
26. "Grandprix-bidraget"
27. "Chef lad mig sperme"
28. "Alexandra"